# Heparina de baix pes molecular
En medicina, una heparina de baix pes molecular (HBPM) és una tipus de fàrmac anticoagulant. Les HBPM s'utilitzen en la prevenció i tractament de la tromboembolisme venós (trombosi venosa profunda i embòlia pulmonar) i en el tractament de l'infart de miocardi.
L'heparina és un polisacàrid d'origen natural que inhibeix la coagulació, el procés que condueix a la trombosi. L'heparina natural consisteix en cadenes moleculars de diferents longituds o pesos moleculars. Les cadenes de pesos moleculars varien, des de 5.000 a més de 40.000 Daltons. Les HBPM, en canvi, consisteixen en només cadenes curtes de polisacàrids, que tenen un pes molecular mitjà de menys de 8.000 Da i per a les quals almenys el 60% de totes les cadenes tenen un pes molecular inferior a 8.000 Da. Aquestes s'obtenen mitjançant diversos mètodes de fraccionament o despolimerització de l'heparina polimèrica.
Les heparines derivades de fonts naturals, principalment intestí porcí o pulmó boví, es poden administrar terapèuticament per prevenir la trombosi. No obstant això, els efectes de l'heparina natural (o no fraccionada) són més impredictibles que els de les HBPM.

## Comercialitzats
A l'Estat espanyol:
- Bemiparina: Hibor.
- Dalteparina: Fragmin.
- Enoxaparina: Clexane, Enoxaparina, Inhixa, Hepaxane.
- Nadroparina: Fraxiparina.
- Tinzaparina: Innohep.

Estretament relacionat amb els anteriors, però que no és una HBPM:
- Fondaparinux: Arixtra.